# ويخان (الظهار)

تعديل مصدري - تعديل

ويخان هي إحدى قرى عزلة ثواب الأسفل بمديرية الظهار التابعة لمحافظة إب، بلغ تعداد سكانها 333 نسمة حسب تعداد اليمن لعام 2004.